# محافظة حلبجة
محافظة حلبجة (بالكردية: پارێزگای هەڵەبجە) محافظة عراقية في الجزء الشمالي الشرقي من جمهورية العراق، في إقليم كردستان العراق وهي رابع محافظة في إقليم كردستان العراق والتاسعة عشرة في جمهورية العراق. قررت حكومة كردستان العراق في حزيران 2013 إنشاء محافظة حلبجة ومركزها مدينة حلبجة وتلحق بها قضاء حلبجة وناحية خورمال وناحية بيارة وناحية سيروان وناحية بامو، وهي نواحي كانت مرتبطة إداريًا بمحافظة السليمانية. وقع نيجيرفان بارزاني في 13 آذار 2014 على قرار إنشاء المحافظة الجديدة وأعلنت حلبجة محافظةً رابعةً لإقليم كردستان؛ وقد صدر القرار قبل ثلاثة أيام من ذكرى الهجوم الكيميائي على حلبجة وفي يوم 13 آذار سنة 2023 أعلن رئيس مجلس الوزراء محمد شياع السوداني الموافقة على تحويل مشروع قانون استحداث محافظة حلبجة إلى مجلس النواب للتصويت عليه. وفي 14 نيسان 2025 صوت مجلس النواب العراقي على قانون استحداث محافظة حلبجة، فأصبحت حلبجة المحافظة رقم 19 في العراق بشكل رسمي.

## أعلام
- محمد ملا كريم